# Nevada (Texas)
Nevada (/nᵻˈveɪdə/ ne-vay-da, pronuncia diversa rispetto allo stato del Nevada) è un comune (city) degli Stati Uniti d'America della contea di Collin nello Stato del Texas. La popolazione era di 822 persone al censimento del 2010.

## Storia
Il primo colono che si stabilì fu John McMinn Stambaugh nel 1835 che le diede il nome di "McMinn Chapel", l'area fu colonizzata da Granville Stinebaugh, e diede questo nome in onore del Territorio del Nevada. Nevada ha goduto di una certa prosperità dopo essere diventata una fermata sulla St. Louis Southwestern Railway, la città è stata incorporata nel 1889.
Il 9 maggio 1927 un tornado di grado F4 sulla Scala Fujita attraversò Nevada, causando 19 morti, 100 feriti, e danni alla proprietà superiore a $650,000. La città ha avuto un difficile recupero; i cittadini votarono per la disincorporazione, e di collocare la comunità nelle mani delle autorità della contea di Collin. Tuttavia, la crescente meccanizzazione che coinvolse l'agricoltura, insieme alla grande depressione, ha causato la città a cadere in stagnazione. La ferrovia più tardi rimosse i binari dall'area.
La recente crescita della contea di Collin nel corso degli ultimi 25 anni ha moderatamente migliorato la vita in Nevada. La popolazione ha raggiunto un gran numero di abitanti nel 1927, e la città è stata reincorporata nel 1988.

## Geografia fisica
Si trova 4 miglia (6 km) ad est di Lavon e 4 miglia ad ovest di Josephine. Si trova 20 miglia (32 km) a nord-est di Garland e 36 miglia (58 km) a nord-est dal centro di Dallas. Secondo lo United States Census Bureau, ha un'area totale di 2,4 miglia quadrate (6,2 km²).

## Società

### Evoluzione demografica
Secondo il censimento del 2000, c'erano 563 persone.

### Etnie e minoranze straniere
Secondo il censimento del 2000, la composizione etnica della città era formata dal 90,23% di bianchi, il 5,51% di afroamericani, l'1,42% di nativi americani, lo 0,53% di asiatici, lo 0,18% di oceanici, l'1,78% di altre razze, e lo 0,36% di due o più etnie. Ispanici o latinos di qualunque razza erano il 6,57% della popolazione.